# Kolodruma
Le Kolodruma (en bulgare : Колодрума) est un vélodrome et une salle omnisports situé à Plovdiv, en Bulgarie.

## Histoire
En mars, pendant la pandémie de COVID-19 en 2020, le Kolodruma est converti en hôpital de campagne de 300 lits.

## Événements
- Championnat d'Europe masculin de volley-ball des moins de 20 ans 2016
- Championnat du monde de volley-ball masculin 2018
- Championnats d'Europe de cyclisme sur piste 2020

## Galerie

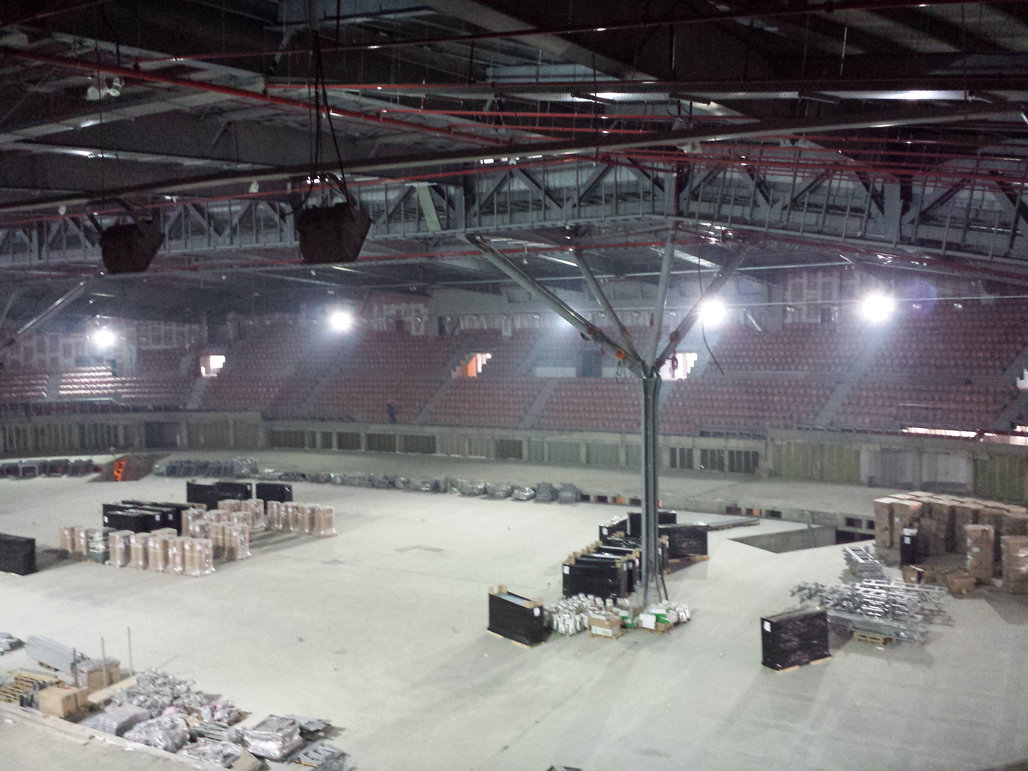
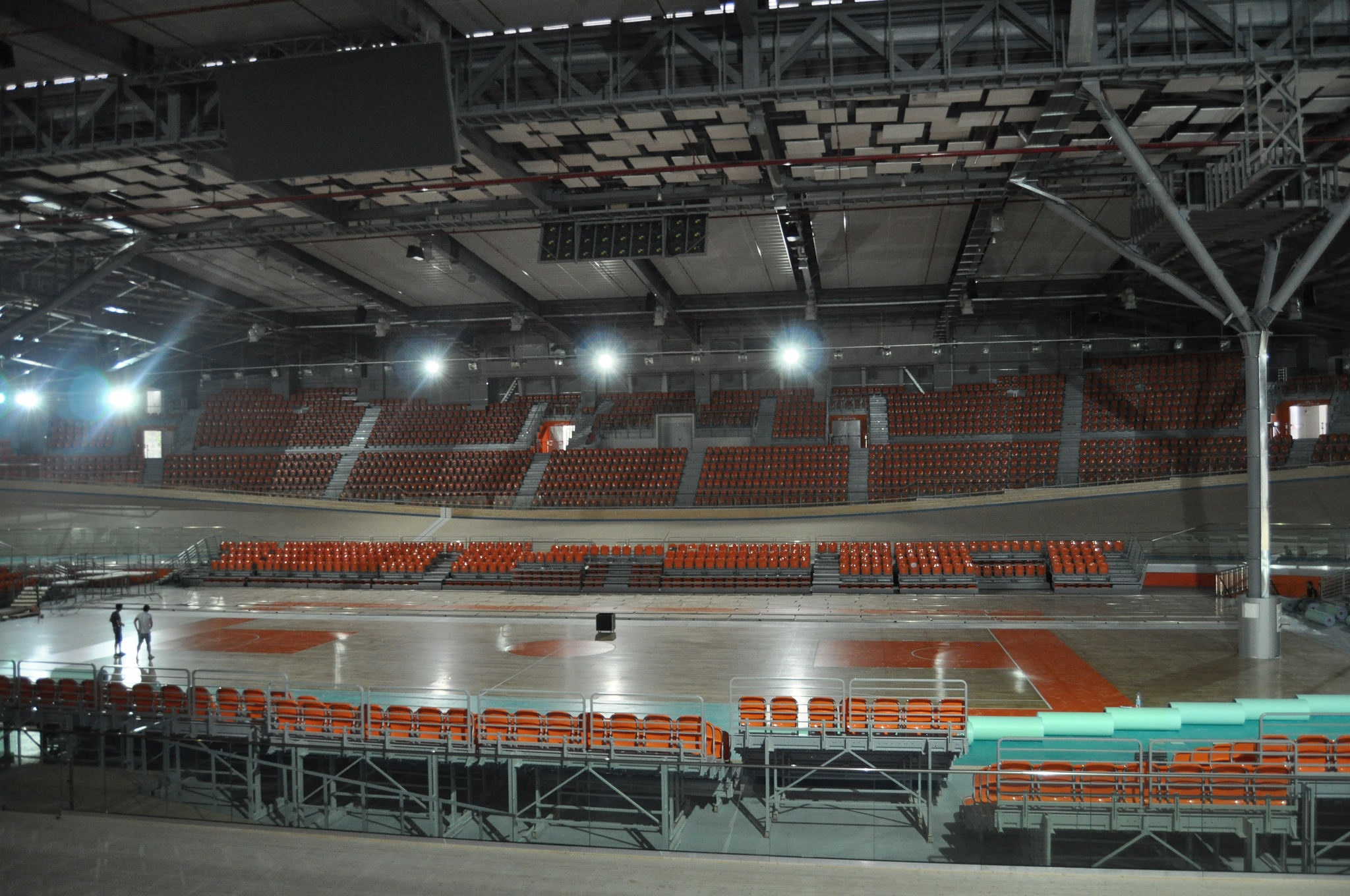
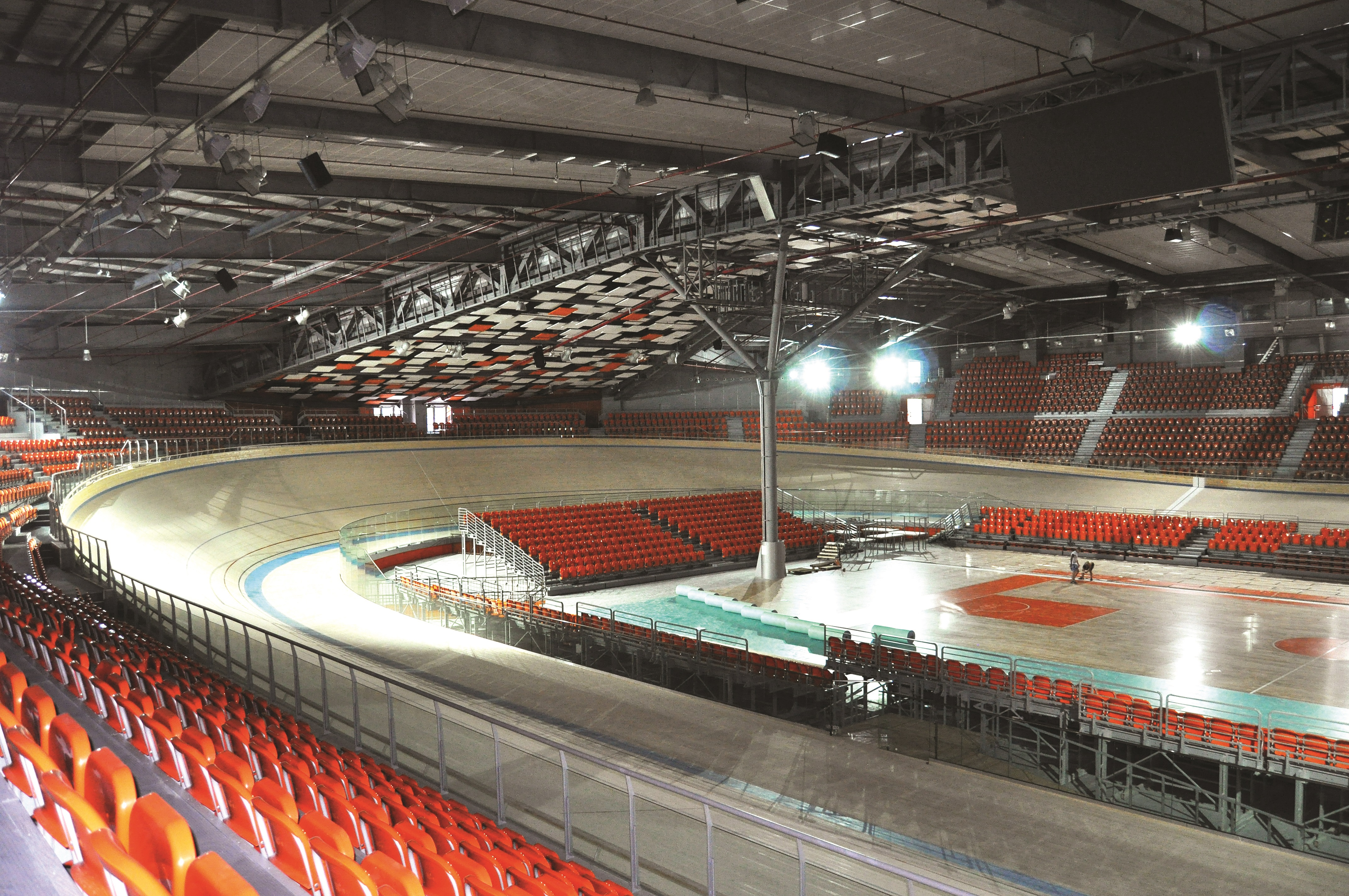